# 元 (王朝)

大元大モンゴル国
大元 (中国語)
ᠳᠠᠢ ᠦᠨ
ᠶᠡᠬᠡ
ᠮᠣᠩᠭᠣᠯ
ᠤᠯᠤᠰ

元の版図疆域1372萬平方公里（1294年）

| 先代                                     | 次代                                           |
| ---------------------------------------- | ---------------------------------------------- |
| モンゴル帝国 南宋 大理国 パガン王朝 高麗 | 北元 明 韓林児 夏 (元末) パクモドゥパ政権 高麗 |
北走後も北元のクビライ家皇統は1388年まで存続。モンゴル帝国は1635年まで存続した。

元（げん）は中東アジアから東ヨーロッパまで広大な領域にまたがったモンゴル帝国の皇帝の直轄地として1271年から1368年まで東アジアと北アジアを支配した。
正式な国号は、大元大モンゴル国（ダイオン・イェケ・モンゴル・ウルス）で、それまでの中華王朝のような封土の名称にちなんだ国号とは異なり、易経の「大哉乾元(大いなるかな乾元)」からとった抽象的な名称である。元朝（げんちょう）、元国（げんこく）、大元帝国（だいげんていこく）、元王朝（げんおうちょう）、大元ウルスとも呼ぶ。
建国したモンゴル人の氏族名（キヤト氏・ボルジギン氏）から、漢字の国姓は「奇渥温」である。

## 定義と名称
伝統的に「中国を征服したモンゴル帝国が南北に分裂した内紛を経て、正統な中華帝国になった国」とされていたが、「元は中国では無く、大元ウルスと呼ばれるモンゴル遊牧民の国」とするものなど様々な意見がある。
中国王朝としての元は唐崩壊（907年）以来の中国統一王朝であり、大都（現在の北京）から中国とその冊封国やモンゴル帝国全体を支配したが、明（1368年 - 1644年）に追われて北元になってからはモンゴル高原まで支配領域を縮小した。
中国の歴史には複数の征服王朝（遼・金・清など）があったが、元は政治制度・民族運営において中国漢人の伝統体制に同化されず、モンゴル帝国から受け継がれた遊牧国家の特徴を保ったまま統治し続けたのが特徴的であった。一方、後述するように行政制度や経済運営では南宋の仕組みをほぼそのまま継承した。

## 概要
元は、1260年、チンギス・カンの孫でモンゴル帝国の第5代皇帝に即位したクビライが1271年にモンゴル帝国の国号大モンゴル国（イェケ・モンゴル・ウルス）に大元（ダイオン）と付け加えたことにより成立し、モンゴル語ではダイオン・イェケ・モンゴル・ウルス (、ローマ字表記：Dai-ön Yeke Mongγol Ulus) すなわち「大元大モンゴル国」と称した。これは、従来のモンゴル帝国の国号「イェケ・モンゴル・ウルス」（直訳すれば「大モンゴル国」）を改称したものと解せるから、元とはすなわちクビライ以降のモンゴル帝国の皇帝政権のことである。国号である「大元」はこの二字で一体の名称である、中国王朝史において日本では唐，宋，明，清など意図して一字で呼んでるが、大元以降は何れも正式名称は｢大元｣｢大明｣｢大清｣であるが、このクビライ家の王朝も単に「元」と略称されるのが慣例である。中国史の観念では「元朝」とはクビライから遡って改称以前のチンギス・カンに始まる王朝であるとされ、「大元」とはモンゴル帝国の中国王朝としての名称ととらえられることも多い。
王朝史的にみると、クビライは兄弟のアリクブケと帝位を争って帝国が南北に分かれて内戦に陥ったあと、これを武力によって打倒して単独の帝位を獲得した。
　それまでクリルタイによる全会一致をもって選出されていたモンゴル皇帝位継承の慣例が破られ、モンゴル帝国内部の不和・対立が、互いに武力に訴える形で顕在化することになった。特に中央アジアでは、大元の国号が採用された前後にオゴデイ家のカイドゥがクビライの宗主権を認めず、チャガタイ家の一部などのモンゴル王族たちを味方につけてイリからアムダリヤ川方面までを接収し、『集史』をはじめペルシア語の歴史書などでは当時「カイドゥの王国」（mamlakat-i Qāīdū'ī）と呼ばれたような自立した勢力を成した。この勢力を鎮圧するため、クビライは大軍を幾度か派遣したが、派遣軍自体が離叛する事件がしばしば起きた。この混乱は西方のジョチ・ウルスやフレグ家のイルハン朝といった帝国内の諸王家の政権を巻き込み、クビライの死後1301年にカイドゥが戦死するまで続いた。こうしてモンゴル皇帝のモンゴル帝国全体に対する統率力は減退し、これ以降のモンゴル帝国は、各地に分立した諸王家の政権がモンゴル皇帝の宗主権を仰ぎながら緩やかな連合体を成す形に変質した。
　こうして大元は、連合体としてのモンゴル帝国のうち、モンゴル皇帝の軍事的基盤であるモンゴル高原本国と経済的基盤である中国を結びつけた領域を主として支配する、皇帝家たるクビライ家の世襲領（ウルス）となった。
一方、中国史的にみると、北宋以来、数百年振りに南北を統一する巨大政権が成立したため、遼（契丹）や金の統治を受けた北中国と、南宋の統治を受けてきた南中国が統合された。チンギス・カン時代に金を征服して華北を領土として以来、各地の農耕地や鉱山などを接収、対金戦で生じた荒廃した広大な荒蕪地では捕獲した奴隷を使って屯田を行った。また大元時代に入る前後に獲得された雲南では、農耕地や鉱山の開発が行われている。首都への物資の回漕に海運を用い始めた事は、民の重い負担を軽減した良法として評価される。
　様々な宗教の流入と政権有力者との結びつきも深まった。もともとモンゴル帝国は、傘下に天山ウイグル王国やケレイト王国、オングト王国などのテュルク系やホラーサーンやマー・ワラー・アンナフルなどのイラン系のムスリムたちを吸収しながら形成されていった政権であるため、これらの政権内外で活躍していた人々は、モンゴル帝国に組み込まれた中国の諸地域に流入し、西方からウイグル系やチベット系の仏教文化やケレイト部族やオングト部族などが信仰していたネストリウス派などのキリスト教、イラン系のイスラームの文化などもまた、首都の大都や泉州など各地に形成されたそれぞれのコミュニティーを中核に大量に流入した。モンゴル政権では、モンゴル王侯が自ら信奉する宗教諸勢力への多大な寄進を行っており、仏教や道教、孔子廟などの儒教など中国各地の宗教施設の建立、また寄進などに関わる碑文の建碑が行われた。モンゴル王侯や特権に依拠する商売で巨利を得た政商は、各地の宗教施設に多大な寄進を行い、経典の編集や再版刻など文化事業に資金を投入した。大元朝時代も金代や宋代に形成された経典学研究が継続し、それらに基づいた類書などが大量に出版された。南宋末期から大元朝初期の『事林広記』や大元朝末期『南村輟耕録』などがこれにあたる。朱子学の研究も集成され、当時の「漢人」と呼ばれた漢字文化を母体とする人々は、金代などからの伝統として道教・仏教・儒教の三道に通暁することが必須とされるようになった。鎌倉時代後期に大元朝から国使として日本へ派遣された仏僧一山一寧もこれらの学統に属する。14世紀末の農民反乱によって中国には明朝が成立し、大元朝のモンゴル勢力はゴビ砂漠以南を放棄して北方へ追われた（北元）が、明朝の始祖洪武帝（朱元璋）や紅巾の乱を引き起こした白蓮教団がモンゴル王族などの後援する仏教教団を母体としているなど影響を受けていたことが近年指摘されている。

## 歴史
クビライ登位以前についてはモンゴル帝国を参照。

### モンゴル帝国の再編

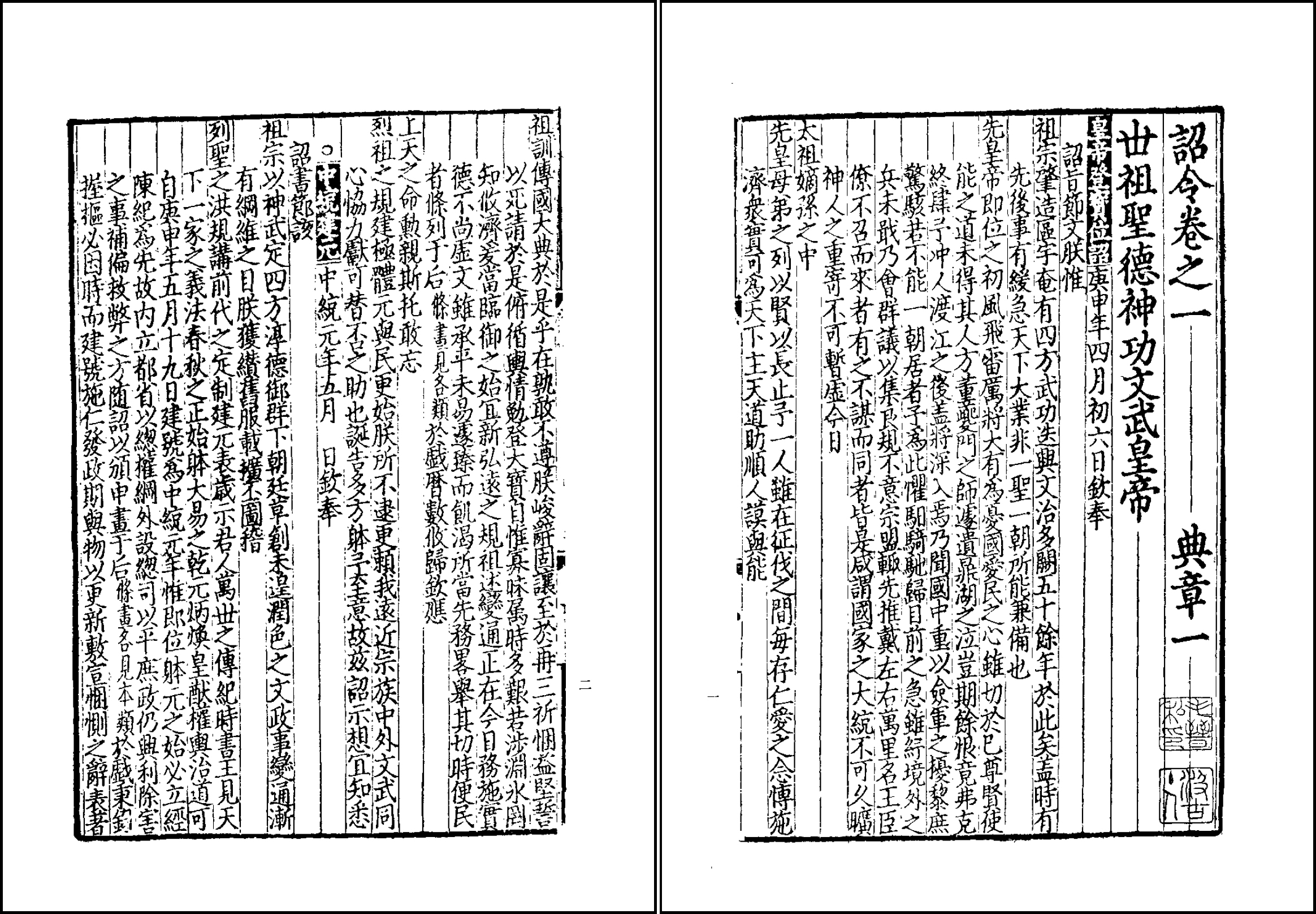
『大元聖政国朝典章』に記されたクビライ・カアンの即位の詔勅（1260年）

1259年、第4代皇帝モンケが南宋遠征中に病死したとき、モンゴル高原にある当時の首都カラコルムの留守を預かっていた末弟アリクブケは、モンケ派の王族を集めてクリルタイを開き、西部のチャガタイ家ら諸王の支持を取り付けて皇帝位に即こうとしていた。これに対し、モンケと共に南宋へ遠征を行っていた次弟クビライは、閏11月に軍を引き上げて内モンゴルに入り、東方三王家（チンギスの弟の家系）などの東部諸王の支持を得て、翌年の3月に自身の本拠地である内モンゴルの開平府（のちの上都）でクリルタイを開き、皇帝位に就いた。アリクブケは1か月遅れて皇帝となり、モンゴル帝国には南北に2人の皇帝が並存し、帝国史上初めて皇帝位を武力争奪する事態となった。この時点では、モンケの葬儀を取り仕切り、帝都カラコルムで即位したアリクブケが正当な皇帝であった。カラコルムにも戻らず、帝国全土の王侯貴族の支持もなく、勝手に皇帝を称したクビライは、この時点ではクーデター政権であった。
クビライとアリクブケの両軍は何度となく激突するが、カラコルムは中国からの物資に依存していたために、中国を抑えたクビライ派に対してアリクブケ派は圧倒的な補給能力の差をつけられ、劣勢を余儀なくされた。緒戦の1261年のシムトノールの会戦ではクビライが勝利するが、アリクブケは北西モンゴルのオイラトの支援を受けて抵抗を続けた。しかし、最終的にはアリクブケの劣勢と混迷をみてチャガタイ家などの西部諸王がアリクブケから離反し、1264年、アリクブケはクビライに降伏した。この一連の争乱を、勝利者クビライを正統とする立場から、「アリクブケの乱」という。
アリクブケの降伏によりモンゴル皇帝の位は再び統合されたが、西の中央アジア方面では、アリクブケの乱がもたらした混乱が皇帝の権威に決定的な打撃を与えていた。1265年、クビライは西方の諸王家の当主たちに呼び掛けて統一クリルタイを開催を計画したが、ほどなく西方遠征軍の司令でイルハン朝の始祖となった次弟フレグ、ジョチ・ウルス当主ベルケ、クビライを支持していたチャガタイ家の当主アルグが次々と死去し、この統一クリルタイによって自身の全モンゴル帝国規模の正式なモンゴル皇帝位の承認を目論んでいたクビライの計画は、大きく頓挫した。
1266年、クビライはアルグの死による欠を補いチャガタイ家と中央アジアの動向を掌握するため、チャガタイ家の傍流バラクをチャガタイ家の本領であるイリ方面へ派遣した。しかし、バラクはクビライから共同統治を指示されていたにもかかわらず、クビライの命と称してチャガタイ家新当主ムバーラク・シャーから権力を奪い取り、自ら新当主を宣言してクビライに叛乱を起こした。バラクはカイドゥの領土を侵犯しマー・ワラー・アンナフルへ侵攻する構えを見せ、カイドゥはこれに対抗するためジョチ・ウルスへ救援を求めた。これに応えてジョチ・ウルス東方の総帥であるオルダ家の当主コニチは5万の軍勢を率いて加勢し、バラクは敗走したが、バラクは中央アジアの権益についての合議をカイドゥ、ジョチ・ウルス新当主モンケ・テムルへ申し入れた。1269年、中央アジアを支配するチャガタイ家のバラクとオゴデイ家のカイドゥ、そしてジョチ家当主モンケ・テムルの名代（ベルケの同母弟ベルケチェル）の諸王がタラス河畔で会盟し（タラス会盟）、中央アジアのモンゴル皇帝領の争奪を止め、このうち、マー・ワラー・アンナフルの3分の2をバラクに、残り3分の1をジョチ家とカイドゥで折半することが決まった。
1270年、バラクはイルハン朝のアバカとの会戦に大敗してブハラで客死し、アバカとのマーワーアンナフル争奪に敗れカイドゥとの紛争にも敗れたチャガタイ家の王族たちは、ムバーラク・シャーはアバカのもとへ帰順してアフガニスタンのガズニーを所領として分与され、バラクの子ドゥアはカイドゥに応じて中央アジアのチャガタイ家当主となり、アルグの遺児チュベイらの一門は東方へ赴いてクビライに帰順した。クビライは南宋がバヤンに降服した1267年、第4皇子ノムガンを主将とするカイドゥ討伐軍を中央アジアへ派遣し、同時にアバカにも正式な封冊によって「カアンの代官（ダルガ）」の称号を与えてカイドゥを挟撃する作戦に出た。ところが、ノムガンの遠征軍は、アルマリクで遠征軍に参加していたモンケの子シリギらに叛乱を起こされ、ノムガンは副将アントンや同じく第9皇子ココチュらともども捕縛されてしまった。シリギら叛乱王族たちはカイドゥやモンケ・テムルに共に決起するよう呼び掛けたノムガンとココチュ兄弟をモンケ・テムルヘアントンをカイドゥへ人質として送ったが、両者はノムガンらを保護したものの決起には全くに応じなかった。クビライは南宋戦線からバヤンをカラコルムへ転戦させると、反乱軍は速やかに鎮圧されてしまった。反乱軍に加わっていたアリク・ブケ家のヨブクルやメリク・テムルはクビライからの処罰を恐れてカイドゥのもとに逃れた。こうしてシリギの叛乱は収束したが、クビライによる中央アジア直接支配の計画は2度にわたり頓挫し、代わりに、カイドゥは自らの所領に加え、ドゥアの西部のチャガタイ家領、アルタイ方面にあったアリクブケ家の3つのウルスを勢力下に収めることができた（シリギの乱）。
その間、クビライは政治機関として中書省を設置しカラコルムにかわる新都として中国北部に大都（現在の北京）を造営、地方ではモンゴル帝国の金攻略の過程で自立してモンゴルに帰附し、華北の各地で在地支配を行ってきた漢人世侯と呼ばれる在地軍閥と中央政府、モンゴル貴族の錯綜した支配関係を整理して各路に総管府を置くなど、中国支配に適合した新国家体制の建設に着々と邁進し、1271年に国号を大元とした。モンゴル帝国西部に対するモンゴル皇帝直轄支配の消滅と、中国に軸足を置いた新しいモンゴル皇帝政権、大元の成立をもってモンゴル帝国の緩やかな連合への再編がさらに進んだ。

### 中国の統一支配

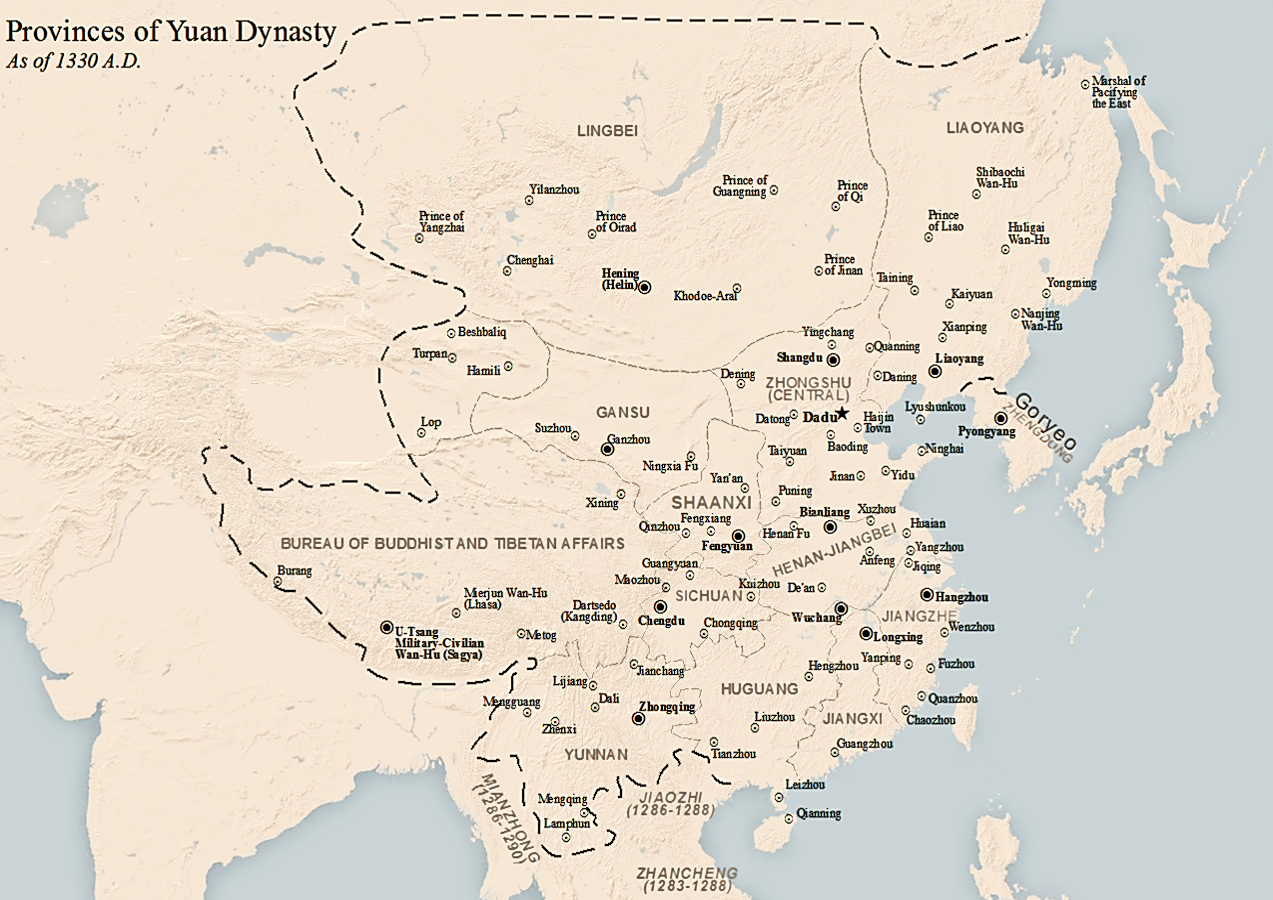
元の版図（1330年）

大元を建てた当初のクビライは、金を滅ぼして領有した華北を保有するだけで、中国全体の支配はいまだ不完全であり、南宋の治下で発展した江南（長江下流域南岸）の富は、クビライの新国家建設には欠かせざるものであった。かくて、クビライは即位以来、南宋の攻略を最優先の政策として押し進め、1268年漢水の要衝襄陽の攻囲戦を開始する。
クビライは、皇后チャブイに仕える用人であった中央アジア出身の商人アフマドを財務長官に抜擢して増収をはかり、南宋攻略の準備を進める一方で、既に服属していた高麗を通じ、南宋と通商していた日本にもモンゴルへの服属を求めた。しかし、日本の鎌倉幕府はこれを拒否したため、クビライは南宋と日本が連合して元に立ち向かうをの防ぐため、1274年にモンゴル（元）と高麗の連合軍を編成して日本へ送るが、対馬・壱岐島、九州の大宰府周辺を席巻しただけに終わった（文永の役）。日本遠征は失敗に終わったが、その準備を通じて遠征準備のために設けた出先機関の征東行省と高麗政府が一体化し、新服の属国であった高麗は元の朝廷と緊密な関係を結ぶことになる。
1273年になると、襄陽守備軍の降伏により南宋の防衛システムは崩壊する。元は兵士が各城市で略奪、暴行を働くのを厳しく禁止するとともに、降伏した敵の将軍を厚遇するなどして南宋の降軍を自軍に組み込んでいったため、各地の都市は次々とモンゴルに降った。1274年、旧南宋の降軍を含めた大兵力で攻勢に出ると、防衛システムの崩壊した南宋はもはや抵抗らしい抵抗も出来ず、1276年に首都臨安（杭州）が無血開城する。恭帝をはじめとした南宋の皇族は北に連行されたが、丁重に扱われた。その後、海上へ逃亡した南宋の残党を1279年の崖山の戦いで滅ぼし、北宋崩壊以来150年ぶりとなる中国統一を果たした。クビライは豊かな旧南宋領の富を大都に集積し、その利潤を国家に吸い上げることのできるよう、後述する経済制度を整備した。
しかし、その後の軍事遠征は特にみるべき成果なく終わった。1281年には再び日本に対して軍を送るが今度も失敗に終わり（弘安の役）、1285年と1288年にはベトナムに侵攻した軍が陳朝に相次いで敗れた（白藤江の戦い）。1284年から1286年にかけての樺太遠征でアイヌを樺太から排除し、ビルマへの遠征では1287年に首都パガンの占領に成功したが、現地のシャン人の根強い抵抗に遭い恒久的な支配を得ることはできなかった。さかのぼって1276年には、中央アジアでカイドゥらと対峙していた元軍の中で、モンケの子シリギが反乱を起こし、カイドゥの勢力拡大を許していた。それでも、クビライは3度目の日本遠征を計画するなど、積極的に外征を進めたが、1287年には、即位時の支持母体であった東方三王家がナヤンを指導者として叛き、また中国内でも反乱が頻発したために晩年のクビライはその対応に追われ、日本遠征も放棄された。また、1292年にジャワ遠征を行っているが、これも失敗に終わっている。もっとも、東南アジアへの遠征は商業ルートの開拓の意味合いが強く、最終的には海上ルートの安全が確保されたため、結果的には成功したと言える。
クビライの死後、1294年に孫のテムルが継ぐがその治世期の1301年にカイドゥが死に、1304年に長い間抗争していた西方諸王との和睦が行われた。この東西ウルスの融和により、モンゴル帝国は皇帝を頂点とする緩やかな連合として再び結びつき、いわゆるシルクロード交易は唐代以来の活況を呈した。この状況を指して「パクス・モンゴリカ」（モンゴルの平和）と呼ぶことがある。
元の首都、大都は全モンゴル帝国の政治・経済のセンターとなり、マルコ・ポーロなど数多くの西方の旅行者が訪れ、その繁栄はヨーロッパにまで伝えられた。江南の港湾諸都市の海上貿易も宋代よりは衰退したものの繁栄しており、文永・弘安の役以来公的な国交が途絶していた日本とも、官貿易や密貿易船はある程度の往来が確認される。

### 衰退への道

1345年当時の世界

1307年、テムルが皇子を残さずに死ぬとモンゴル帝国で繰り返されてきた後継者争いがたちまち再燃し、皇帝の座を巡って母后、外戚、権臣ら、モンゴル貴族同士の激しい権力争いが繰り広げられた。
まず権力争いの中心となったのは、チンギスの母ホエルンと皇后ボルテ、クビライの皇后チャブイ、テムルの母ココジンらの出身部族で、クビライ、テムルの2代においても外戚として権勢をふるってきたコンギラト部を中心に結束した元の宮廷貴族たちであった。テムルの皇后ブルガンはコンギラト部の出身ではなかったため、貴族の力を抑えるためにテムルの従弟にあたる安西王アナンダを皇帝に迎えようとしたが、傍系の即位により既得権を脅かされることを恐れた重臣たちはクーデターを起こしてブルガンとアナンダを殺害、モンゴル高原の防衛を担当していたテムルの甥カイシャンを皇帝に迎えた。
カイシャンの死後は弟アユルバルワダが帝位を継ぐが、その治世期には代々コンギラト氏出身の皇后に相続されてきた莫大な財産の相続者であるコンギラト部出身のアユルバルワダの母ダギ・カトンが宮廷内の権力を掌握し、皇帝の命令よりも母后の命令のほうが権威をもつと言われるほどであった。そのため、比較的安定したアユルバルワダの治世が1320年に終わり、1322年にダギが死ぬと再び政争が再燃する。翌1323年にアユルバルワダの後を継いでいたシデバラが殺害されたのを皮切りに、アユルバルワダが死んでから1333年にトゴン・テムルが即位するまで、11年の間に7人の皇帝が次々に交代する異常事態へと元は陥った。
ようやく帝位が安定したのは、多くの皇族が皇位をめぐる抗争によって倒れた末に広西で追放生活を送っていたトゴン・テムルの即位によってであった。しかし、トゴン・テムルはこのとき権力を握っていたキプチャク親衛軍の司令官エル・テムルに疎まれ、エル・テムルが病死するまで正式に即位することができないありさまだった。さらにエル・テムルの死後はアスト親衛軍の司令官であるバヤンがエル・テムルの遺児を殺害して皇帝を凌ぐ権力を握り、1340年にはバヤンの甥トクトが伯父をクーデターで殺害してその権力を奪うというように、元の宮廷はもはやほとんどが軍閥の内部抗争によって動かされていた。そのうえ成人した皇帝も権力を巡る対立に加わり、1347年から1349年までトクトが追放されるなど、中央政局の混乱は続いた。
元朝は理財派色目人貴族の財政運営が招く汚職と重税による収奪が重く、また縁故による官吏採用故の横領、収賄、法のねじ曲げの横行が民衆を困窮に陥れていたが、この政治混乱はさらに農村を荒廃させた。ただし、この14世紀には折しも小氷期の本格化による農業や牧畜業の破綻や活発化した流通経済に起因するペストのパンデミックが元朝の直轄支配地であるモンゴル高原や中国本土のみならず全ユーラシア規模で生じており、農村や牧民の疲弊は必ずしも経済政策にのみ帰せられるものではない。中央政府の権力争いにのみ腐心する権力者たちはこれに対して有効な施策を十分に行わなかったために国内は急速に荒廃し、元の差別政策の下に置かれた旧南宋人の不満、商業重視の元朝の政策がもたらす経済搾取に苦しむ農民の窮乏などの要因があわさって、地方では急激に不穏な空気が高まっていき、元朝は1世紀にも満たない極めて短命な王朝としての幕を閉じた。

### 元の敗走
1348年、浙江の方国珍が海上で反乱を起こしたのを初めとし、全国に次々と反乱が起き、1351年には賈魯による黄河の改修工事をきっかけに白蓮教徒の紅巾党が蜂起した。1354年には、大規模な討伐軍を率いたトクトが強大な軍事力をもったことを恐れたトゴン・テムルによる逆クーデターで更迭、殺害されるが、これは皇帝の権力回復と引き換えに軍閥に支えられていた元の軍事力を大幅に弱めることとなった。やがて、紅巾党の中から現れた朱元璋が他の反乱者たちをことごとく倒して華南を統一し、1368年に南京で皇帝に即位して明を建国した。
朱元璋の軍は、即位するや大規模な北伐を開始して元の都・大都に迫った。ここに至ってモンゴル人たちは最早中国の保持は不可能であると見切りをつけ、1368年にトゴン・テムルは、大都を放棄して北のモンゴル高原へと敗走した。一般的な中国史の叙述では、トゴン・テムルの敗走によって元朝は終焉したと見なされるが、トゴン・テムルのモンゴル皇帝政権は以後もモンゴル高原で存続した。したがって、王朝の連続性をみれば元朝は1368年をもって滅亡とは言えないが、これ以降の元朝は北元と呼んでそれまでの元と区別するのが普通である。だが、トゴン・テムルの2子であるアユルシリダラとトグス・テムルが相次いで皇帝の地位を継ぐ（明は当然、その即位を認めず韃靼という別称を用いた）が、1388年にトグス・テムルが殺害されクビライ以来の直系の王統は断絶する。
この過程を単純に漢民族の勝利・モンゴル民族の敗走という観点で捉えることには問題がある。まず、華北では先の黄河の改修などによって災害の軽減が図られたことによって、元朝の求心力がむしろ一時的に高まった時期があったことである（朱元璋がまず華南平定に力を注いだのはこうした背景がある）。また、漢民族の官吏の中には前述の賈魯をはじめとして元朝に忠義を尽くして明軍ら反乱勢力と戦って戦死したものも多く、1367年に明軍に捕らえられた戸部尚書の張昶は朱元璋の降伏勧告に対して「身は江南にあっても、心は朔北に思う」と書き残して処刑場に向かったといわれている。

### その後の北元
北元では1388年にトゴン・テムルの子孫が絶えてクビライ家の皇帝世襲が終焉し、クビライ家政権としての大元は断絶した。しかし、その後もチンギスの子孫がモンゴル高原で優勢となった遊牧集団に、大元の皇帝として代わる代わる擁立されつづけた。クビライ家の断絶後はアリクブケ家の皇帝が続き、一時は非チンギス裔のオイラト族長に皇帝位を簒奪された（エセン・ハーン）が、1438年にはクビライ家の末裔とされる王家が復権を果たし（ただし第2代モンゴル皇帝の末裔のオゴデイ家である可能性も指摘されている）、15世紀末にはそこから出たダヤン・ハーンにより、いったん大元皇帝のもとでのモンゴル高原の遊牧民の再統合が果たされる。大元皇帝位が最終的に終焉を迎えたのは、ダヤン・ハーンの末裔のリンダン・ハーンが死に、モンゴル諸部族がリンダンの代わりに満洲人の建てた後金皇帝ホンタイジをモンゴルのハーンに推戴した1636年であった（詳細は北元を参照）。

## 政治
元の政治制度はモンゴル帝国特有の制度がかなり維持されたため、中国の諸王朝の歴史上でみれば、きわめて特異なものとなっている。

### 中央政府
元の首都は大都（現在の北京）であるが、皇帝は遊牧国家の伝統に則り、都城の城壁内では暮らさずに冬の都である大都と夏の都である上都の近郊の草原の間を季節移動する帳幕（ゲル）群が宮廷（オルド）となっていた。大都はちょうど遊牧民の地域と農耕民の地域が接するあたりに位置し、もともとモンゴル帝国の本拠地であった上都はその大都の北方275キロの地点にある。
モンゴル帝国の皇帝のもとには、第二代オゴデイの時代から時代と設置状況により、漢語で「中書省」、「尚書省」など様々な名称で呼ばれる書記・財務官僚機構が存在した。即位以前からモンケによって中国の征服事業を委ねられ、手元に漢人を含む様々な頭脳集団を集めていたクビライは、即位するとまず漢人の側近を中書省に組織した。このクビライの中書省は、オゴデイ時代の中央書記官庁としての中書省の性格を継承するとともに、唐以来の中書省の伝統を引き継いで下に六部を置き、民政・財政・軍事の一切を統括した。
1263年には中書省から軍政機能を分離して中央軍政機関として枢密院が設置され、中書省とあわせてクビライの嫡子チンキムが総裁し、中央政府管轄地域の庶政を父にかわって代行した。しかし、中央政府の全機能を中書令チンキムの下に束ねたわけではなく、1270年にはアフマドを長官とする財務官庁が拡大され、中書省と並ぶ地位の尚書省となる。遡って1268年には中国王朝にならって御史台を設置し、民政・軍政・財政・監察のそれぞれに関わる機関がひととおり整備された。ただし、中央官庁は中書省・枢密院・尚書省などの中国風の名前を持ってはいたが、職掌や官吏の定数に関する規定はなく、さらに後述するように省庁の要職は宮廷に仕える皇帝の側近たちから任用され、特に左右丞相などの長官クラスを務める者は家臣、隷属民、軍隊などを自ら保有するモンゴル貴族からなっていた。このため、官庁の行う業務は実際には官庁に定められた官僚機構ではなく、高官の個性や宮廷での力関係などに左右された。
なお、元代の中書省では総裁である中書令を除くと、右丞相が長官、左丞相が次官であった。中国は古くから貴右賤左という観念があった。漢書·周昌傳：「左遷」、顔師古注：“是の時、右を尊い而して左を卑しみ、故に秩位を貶するを謂い左遷と為す。宋.戴埴《鼠璞》：「漢は右を以て尊と為し、貶秩を謂いて左遷と為す、仕诸侯は左官と為り、高位に居り右職と為る。
元のモンゴル人は、長らく中国を支配してもさほど中国文化に親しまず、時代的に先行する征服王朝である遼や金と比較すると民族固有の支配体制を維持していたため、元では律令のような体系立った法令を編纂せず、モンゴル時代や元初は法や裁定が紊乱して民衆の困窮を招いた。次第に政権の様々な部局から発せられる命令の積み重ねを法令と成し、中でも皇帝の名をもって出される聖旨（ジャルリグ）や令旨などと漢訳される皇族・王族の名によって発布された命令書（ウゲ）が高い権威を持った。しかし、元末まで法体系の不備は解消されず縁故による汚職がはびこる温床の一つとなった。モンゴル人は文字としてモンゴル文字と、クビライが新たに作らせたパスパ文字をもち、ジャルリグやウゲはこれらの文字で書かれたモンゴル語を正文としていた。漢文の翻訳も付いたが口語的・直訳的な文体が用いられた。なお、積み上げられた法令は、『元典章』という漢文の書物に編纂されて現存しているが、文章は直訳体に加え当時の官吏が用いた特殊な文体であり、伝統的な漢文とは大いに文体を異にしている。元の世祖の時に比較的体系立った『至元新格』が、英宗の時（至治3年、1332年）に体系的な法令である『大元通制』が編纂された。

### 地方制度

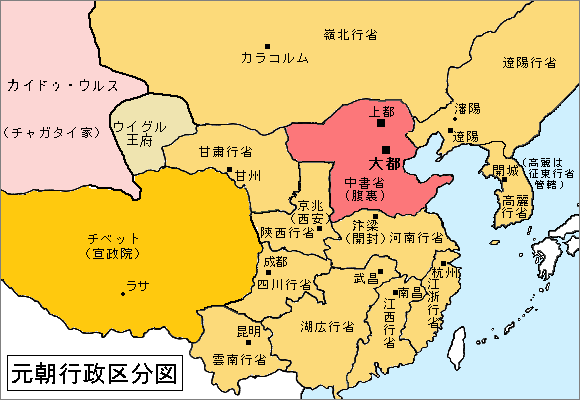
行中書省の配置

元の中書省が直接的な権限を及ぼすのは「腹裏」と呼ばれる上都・大都を中心にゴビ砂漠以南のモンゴル高原（内モンゴル）と、河北・山東・山西の華北一帯においてのみである。
腹裏を除いた広大な支配領域はいくつかのブロックに分割され、各ブロックには地方における中書省の代行機関として意味をもつ「行中書省」（行省）という名をもった官庁が置かれた。各行省は中書省と同格に皇帝に直属し、腹裏における中書省に準じ、管下の地域における最高行政機関として、民政・財政・軍事の一切を統括した。現在も中国で使われている地方区分としての省は、元代の行省制度を起源とする。
行省の数は、最多の時期で11にのぼり、モンゴル帝国の東半分を覆う。裏返していえば、首都圏の中書省と地方の行省が管轄する諸地域の総体がモンゴル帝国再編後のクビライ家のモンゴル皇帝政権たる元の支配領域であった。行省の管下には路・州・県の三段階の行政区分が置かれ、路州県の行政の最高決定権は行省に直属する州県の行政機関ではなく、中央から路・州・県の各単位に派遣され地方の監督と軍事を司る役人、ダルガチが負った。
また、モンゴルの王族や貴族は自身の遊牧民を率い、皇帝と同じく季節移動を行う直轄所領（「位下」「投下」と呼ばれる）を持ち、個々の所領はチンギス以来の権利によって貴族が所有する封土であり、自治に委ねられていた。しかも個々の位下・投下は中国内地の定住地帯にモザイク状に散った領民・領地を持っていた。定住地帯では、チンギス時代以来数十年にわたる征服の過程で形成された王族・貴族の投下領が入り乱れ、領土・領民の所有関係は複雑だった。王族・貴族は位下領・投下領に自らダルガチを任じて、皇帝の直接の支配権が及ばない位下領・投下領が、封土を含んで地域全体を統括する行省の支配権力と並存していた。
元に服属した天山ウイグル王国は、内政に関しては高昌王を授けられ従来からの国制を保ったまま自治を認められた。その王族はキュレゲン（キュレゲンとはチンギス・カンの女婿、つまりは外戚である）としてモンゴルの王族・貴族に準じる扱いを受け、クビライ家の皇女と婚姻を結んだ。また、元に服属した高麗は12省に組み込まれて高麗省となり同じく行政に就いて自治を認められたが、高官の人事権や政治・軍事は所属する行省のモンゴル人によって支配された。忠宣王以降の国王は名目的な存在となり、モンゴル皇女を母とし即位以前は元の宮廷に長らく滞在して皇帝の側近に仕えるなど、ほとんどモンゴル貴族のようであった。
このように元の地方制度は、中国王朝に伝統的な中央集権的な中書省・行省と路・州・県の階層制と、きわめて分権的、封建的である皇帝直轄領・投下領の混在が交差していたが、元の支配下にありながら異なる制度に置かれる例外として、チベット（吐蕃）があった。チベットは、各地で領域支配を行う土着の貴族たちが10以上の万戸府に分けられ、土司として掌握され、チベット仏教のサキャ派の教主を長官とする元の仏教教団統制機関、宣政院によって統括されていた。

### 人材運用
人材登用の面でも、元は中国王朝の通例に大きく反する。中央政府、地方政府共に人材登用では能力ではなく縁者の階級が重視され高官の子弟は修養や実務を積む前から権限のある役職に就いた、またチンギス時代から存在するカアンの親衛隊組織で、守衛から食事・衣装の準備まで皇帝の身の回りのあらゆる事柄を管理運営する家政機関であるケシクテンが重要な意味をもち、政府の要職に就き政治に携わる者の多くは、皇帝との個人的主従関係に基づき登用されたケシクテン所属者（ケシク）からの出向であった。しかも、彼らは官庁の役職とは別にケシクとしての職務を続け、実際の政局運営は官庁の職員の上下関係よりも、むしろケシク組織内部の人間関係によって進められており、重要事項の決定は皇帝とケシクに列する有力者の合議により行われた。
宰相など最高位の官職は、ケシクの中でも皇帝に近侍する者たちが選ばれたが、彼らは主に千人隊長（千戸長）などのモンゴル有力者の子弟からなった。特に、ケシクの長官はチンギスの4人の功臣ムカリ、ボオルチュ、チラウン、ボロクルの子孫によって世襲され、中央官庁の長官は彼ら功臣や、代々皇族の娘婿（駙馬）となってきた姻族などのモンゴル貴族が独占した。また、有名な耶律楚材のように、早い時期にモンゴルに帰順して、カアンの手足として行政や軍事に関わってきた者たちの子孫は、モンゴル人ではなくてもモンゴル人に準ずるものとしてケシクに加えられて高位の役職を与えられ、世襲することが約束されていた。
皇帝家との封建的主従関係に基づく世襲社会の元朝では能力に基づく選抜採用は必要がなく、また大量の増員があった元朝による南宋滅亡に際しても、投降した旧官吏を大量採用したため、科挙によって新たに官僚を登用する必要が存在せず、中国の伝統的な官僚機構の根幹をなす科挙もほとんど行われなかった（耶律楚材の実施した科挙によって一次登録された4000人のうち、中央高官や県長以上の官職に就いた24人などの例もなくはない）。漢民族官僚の需要は、オゴデイ時代の1237年に儒学を世業とする家として選定され戸籍に登録された人々、「儒戸」によって賄われていた（その後も儒戸の追加登録がなかったわけではない）。
このように人材運用において、「根脚」と呼ばれる、先祖の功績にもとづく家柄、皇帝家との姻戚関係などの関係の深さ、主従関係の由緒の古さが重視されるモンゴル伝統の封権制度が元を支えており、宋以来の科挙試験による中国の人材運用とは全く異質であった。モンゴル皇室の由緒を記録した『元朝秘史』が、チンギスの功臣たちや各部族集団がチンギスの先祖とチンギス本人に仕えるようになった経緯を特に詳しく記述しているのは、個々の貴族の根脚の高さを説明するためだったと考えられる。その結果、元朝の官吏は文官としての能力を著しく欠いた無能者が多く、汚職や悪政と搾取を繰り返す元凶となった。
貴族の家門に属さなくとも出世できた者もいたが、主に彼らはモンゴル帝国の初期から政商として重用され、元朝初期に高官として財務を担っていた色目人（モンゴル人、漢人、南家以外の総ての人々）貴族だった。オルトクと呼ばれる国際交易のための共同事業制度を通じて皇帝や貴族と金銭を通じたつながりをもった彼らは財務に明るく重用された。しかし、徴税や専売税の請負いなどで度重なる臨時増税を課して過重な負担を負わせ、汚職と曲法を極めて搾取を行ったことは「税人白骨」に代表される民衆の怨嗟のまととなった。先述したアフマドのような色目人高官は、姦臣として中国史に名を残すことになる。
南宋出身の知識人が官吏となる道は、科挙が行われない以上、まず下級の事務官である吏員として出仕するしかなかった。科挙はようやく1315年に復活し、中断を含みつつ合計16回行われたが、漢人（金の支配下にいた華北の人々で、漢民族と漢化した渤海人、契丹人、女真人などからなる）と南家（南宋の支配下にいた江南の人々）の合計合格者数はモンゴル人と色目人の合計と同数とされた。しかも全合格者はわずか100名を定員としたため元朝の全科挙を通じた合計合格者数は1100名強に過ぎず、宋や明では1度の科挙で数百名が合格していたことと比較すればきわめて少ない。
もっとも、官吏・軍人・儒戸としての出仕、縁故・推挙などによる出仕、国子監などの国の教育機関を通じた出仕、科挙及第による出仕と出仕経路の多様性をモンゴル帝国・元朝の人材登用の特徴として捉え、元代の知識人の多くは自分に有利な方法での仕官を目指したのであって、「進士及第」という社会的名誉にこだわらない限りは、どの方法でも構わなかった（科挙を受ける必然性はなかった）とする指摘もある。

### 民政制度
民間の掌握にあたっても、元では、個々の民と皇帝との個人的主従関係が重視された。元は戸籍を作成するにあたり、各戸を「軍戸」「站戸」「匠戸」「儒戸」「民戸」などの数十種ある職業別の戸籍に分け、職業戸は戸ごとに世襲させた。儒戸は上ですでに触れたが、軍戸や站戸は、軍役や駅站に対する責任を負う代わりに免税などの特権を享受し、一般の民戸に比べると広大な土地を領有する特権階級となった。軍戸や站戸はかつての漢人世侯の配下の兵士たちが軍閥解体後に編成されたものが主で、モンゴルに対する旧功により特権を与えられたのだと理解される。地域的にも、モンゴルに帰順したのが早い華北に偏っていたといわれている。

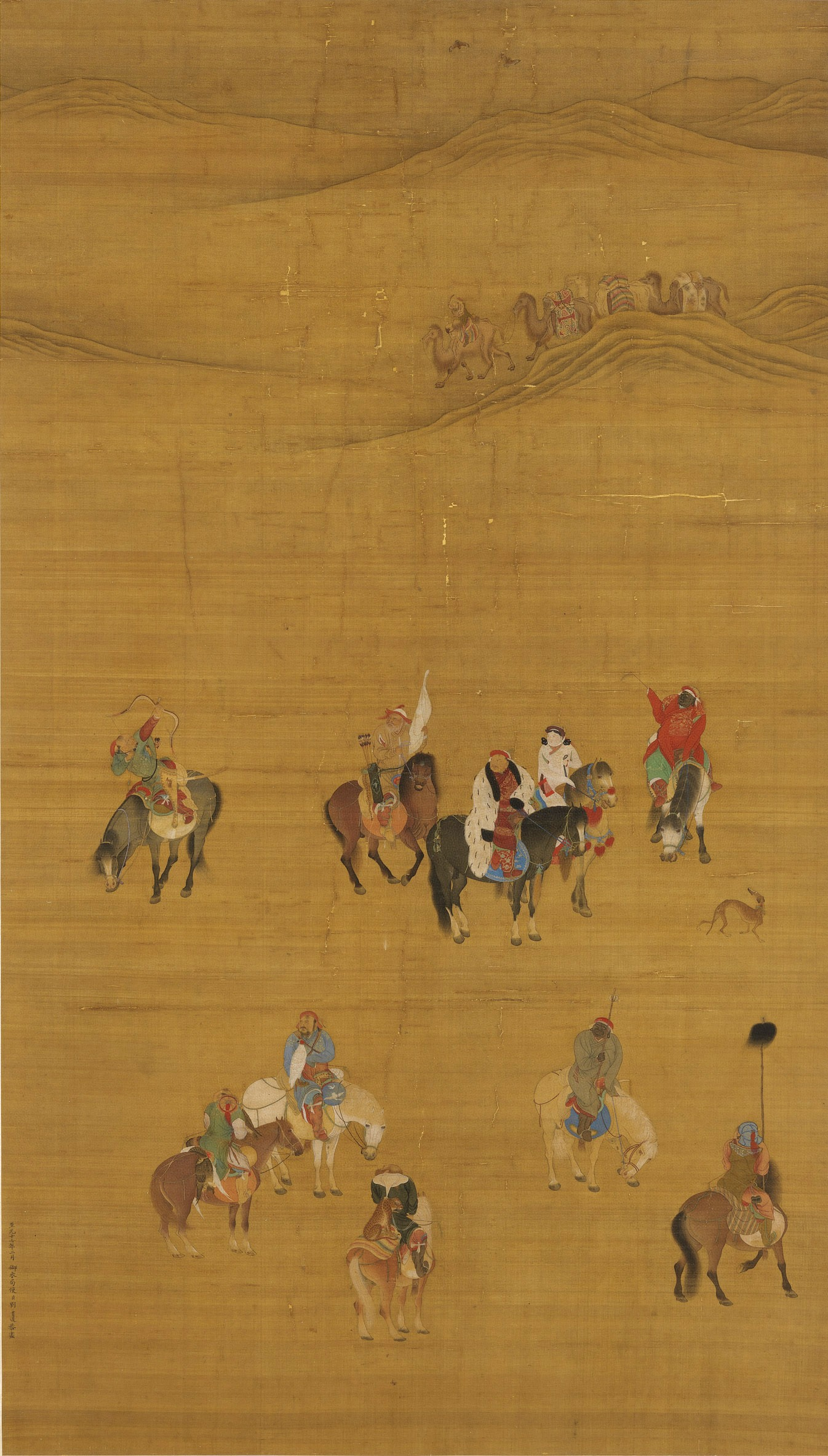
世祖出猟図 国立故宮博物院

こうした政治制度がとられた結果、モンゴルは必然として、モンゴルに帰順した順序によって、支配下の民族の扱いに厳格な格差が存在した。これが有名な、モンゴル人・色目人・漢人・南家の四等身分制度である。四等身分制度が実施されたため、漢人南家の高級官吏は万人無二と称される様に非常な小数に抑えられていた。但しこの身分制度で支配の頂点に立っていたモンゴル人でも没落して奴隷になる者もいた。クビライも皇帝即位以前からウイグル人・契丹人・漢人・女真人などからなる多種族混成のブレイン・実務集団を抱えている。元王朝では財務に優れた色目人（ムスリム）たちには財政部門を、文化・宗教関係部門にはチベット人やインド、ネパール、カシミール地方の出身者を、そして科学・学術・情報・技術分野にはあらゆる地域出身の人々が登用され、各人の特性や能力に応じた職務を分担した。そして元末にはキプチャク親衛軍やアスト親衛軍のように元々モンゴルではない出自の者がモンゴル貴族なみに政権を左右し、漢民族出身者でも元王朝に忠誠を誓うものが現れた。台北市の国立故宮博物院に収められているクビライの狩猟の様子を描いた「世祖出猟図」では黒人と思われる黒い肌をした馬に乗った人物がクビライの近くに描かれる。
このようにモンゴルの慣習に固執し、科挙によらず縁故主義（科挙は実力に基づく）により人材を登用し、特にモンゴル人の中国への同化を嫌った元の政治制度はきわめて特異であり、その分権的で中世的な支配は、唐代以来貴族階層及び農奴制の解体と皇帝独裁へと進んできた中国の歴史の大まかな流れからみれば大いに時代逆行的であった。また、流通や貿易の振興を図り、紙幣を流通させるなど経済・商業政策は南宋の施行を引き継いだものの、奴隷制へ逆行した弊害は大きく広範な産業（特に農業全般、漁業、鉱業全般）において停滞期に入り、宋代の水準へ回復するのは明代中期まで待つ事となる。

## 経済
（単位は以下の通り ; 10升=1石=約95リットル。1畝=約565平方メートル。10銭=1両=37.3グラム）
元の繁栄は、人口の多く豊かな中国を数百年ぶりに統一したことで中国の北と南の経済をリンクさせ、モンゴル帝国の緩やかな統一がもたらした国際交易を振興した。また、塩の国家専売による莫大な収入と莫大な農業生産力による穀物が国庫を支えた。経済センターとして計画設計された都、大都に集中する国際的な規模の物流からも商税が得られた。元での経済政策を担当していた者の多くは色目人であった。

### 中国統一の経済効果
中国の全土を見渡すと、元の国土の内側で最も生産性に富んでいたのは、南宋を滅ぼして手に入れた江南であった。江南は、元よりはるか以前の隋唐時代から中国全体の経済を支えるようになっていたが、華北を金に奪われた南宋がこの地を中心として150年間続いたことで開発は更に進み、江南と華北の経済格差はますます広がっており、江南を併合する前の1271年とした後の1285年では、その歳入の額が20倍に跳ね上がったという数字が出ている。
江南の農業収穫を国家が効率的に得るために効果をあげたのは、国家直営の田地で、単位面積あたりから通常の税収に数倍する収穫が得られる奴婢を用いた官田の経営であった。官田は南宋の末期に拡大が進んでいたが、元はこれを接収すると南宋の皇族や高官、不正を働いた者などから没収した田を加えて官田をさらに拡大し、江南で莫大な穀物を国庫に収めることができた。これに加え、クビライは『農桑輯要』という官撰の農書を刊行した。これまでにも同様の書籍はあったが、国家の政策として同書が編纂されたということは、元の内政が商業一辺倒であったわけではなく、国家的規模での勧農政策が推進されたことを物語っている。さらに虞集に代表される農業水利の専門家が登用されて、江南から移民を募って戦乱で荒廃した華北の農地の再建を図るなどして、農業生産の充実に努めている。しかし、金代に農地1畝当たり1.5石程度だった華北の生産性が元代には1畝当たり0.6程度にまで激減しており、戦乱や奴隷制による農業技術の大きな衰退が確認される。
また、クビライは海に面した現在の天津から大都まで80kmほどの運河を穿ち、大都の中に港をつくって江南の穀物を大都へ運送するのに手間の掛かる運河ではなく海運を使用するようにしたことで京杭大運河は完成した。
さらに、江南には、元の国家収入の屋台骨を支える塩・茶（酒・明礬は江南に偏らない）などの専売品の生産の大半が集中しており、専売制は江南の富を国家が吸い上げるために重要な制度だった。専売制による利益は巨大であり、特に、塩は生活に欠かせないことから厳重に管理され、後述するように元の経済制度の根幹に関わっていた。
この江南の経済力を元に繁栄が築かれたわけだが、これは別の一面からいえば、江南からの収入が無ければ元は立ち行かないということであり、南中国で相次いだ反乱により元が急速に衰退し、また反乱者の中で勝ち残ったのが江南を奪った群雄であったのは、必然でもあった。

### 税制
（政治の状況などにより税率は様々に変更されるものである。ここであげる税額は1260年のクビライ即位の年の例に拠っている。）
元の税制は、かつての金の領土（漢地）と、南宋の領土（江南）とで異なっていた。
漢地の税制は、オゴデイの時代に耶律楚材らによって整備された税制をもとにしたもので、それぞれに税糧の法、科差の法と呼ばれる2つの税法からなっていた。
税糧は、各戸の壮丁（労働に耐えうる男性）ごとに粟（穀物）1石、あるいは土地1畝ごとに畑は3升、灌漑地は5升、というように人数割と田畑の面積割の二種類のうちどちらかにもとづき、穀物を税として収めるものである。人数割と面積割のどちらを取るかは、高いほうを取るよう定められていたため、人頭税と面積に対してかかる一般的な田税の両建てだった歴代中国王朝とは趣が異なる。
もう一方の科差は戸に対して課せられる税で、更に糸料と包銀とに分かれる。糸料は最高で絹糸を22両4銭（重量）を収め、包銀は銀6両を収めた。包銀税は、モンゴルの王族・貴族が国際商業に投資するために当時の国際通貨である銀を集める目的で設けられた。この2つの税の徴税事務は、金を滅ぼし華北へ進出した当初は委託された徴税人によって行われていたが、モンケの治世期以降は次第にかつてモンゴルへ投降した在地の金人・漢人の世候によって代替されるようになり、それに伴って中間での抜き取りは減ったものの元朝政府は税額を2倍前後としたため民衆の過重な負担は変わらなかった。
一方、江南の方では、南宋から引き継いだ両税法をそのまま用いていた。両税法では、各戸が夏に木綿などの物産、秋に穀物を、それぞれの資産に応じた額で年に2回納税する。
しかし、これらの農村からあがる税収は、基本的に地方の政府機関で使われ、中央政府の歳入は穀物よりも銀が重視された。そのため、先述したように、元は中央の歳入は専売や商税などの商業活動からあがる収入に依存する割合が他の王朝よりも高かった。
元の商税は銀納で、税率をおよそ3.3%に定められた。元の商税は、金や南宋と同じく奢侈品や非日用品が州府間を移動するときや港湾を商品が通過するときに関税を課され、日用品は最終売却地で売却時に商税を支払えばよかった。反面、海外との交易は厳格に統制が敷かれたが、国庫に入る商税の総額は歳入の1～3割にのぼった。
しかし、元において8割とも言われる歳入のもっとも大きな部分を占めたのは、次に詳しく触れる塩の専売制である。

### 金融政策と塩専売制度
中国では北宋代には会子と呼ばれる紙幣が流通しており、モンゴル帝国も、オゴデイの時代には既に金や南宋で使われていた紙幣を取り入れ、帝国内で使用する事が出来る交鈔（こうしょう、あるいは単に鈔とも）と呼ばれる紙幣を流通させていた。元ではクビライが即位した1260年に中統元宝交鈔（通称・中統鈔）と言う交鈔を発行した。会子など旧来の紙幣は発行されてから通貨としての価値が無効になるまでの期間が限定されており、紙幣はあくまで補助通貨としての役割しか持たなかったが、モンゴルは初めて通貨としての紙幣を本格的に流通させた。
交鈔は金銀との兌換（交換）が保障されており、包銀の支払いも交鈔で行うことができるようにして、元は紙幣の流通を押し進めた。しかし、交鈔の増刷は連年進められ、特に南宋を併合した後に江南に流通させるために大増刷するが、これにより紙幣の流通に対して金銀の兌換準備が不足し、価値が下がった。

至元通行寳鈔とその原版。上段左の欄にパスパ文字で「至元寳鈔（jˇi ’ŭen baw č‘aw）」と書かれている。

これに対して1287年に中統鈔の五倍の価値に当たる至元通行宝鈔（通称・至元鈔）を発行し、併せてだぶついた紙幣の回収も行い、紙幣価値は比較的安定に向かった。それでも、絶えず紙幣の増刷が行われたために紙幣価値の下落は避けられなかったが、元では塩の専売制を紙幣価値の安定に寄与させてこれを解決した。生活必需品である塩は、専売制によって政府によって独占販売されるが、政府は紙幣を正貨としているため、紙幣でなければ塩を購入することはできない。しかし、これは視点を変えれば、紙幣は政府によって塩との交換が保障されているということである。しかもごく少ない採掘額を除けば絶対量の増加がほとんど起こらない金銀に対し、消費財である塩は常に生産されつづけるから、塩の販売という形で紙幣の塩への「兌換」をいくら行っても政府の兌換準備額は減少しない。こうして、専売制とそれによる政府の莫大な歳入額を保障として紙幣の信用は保たれ、金銀への兌換準備が不足しても紙幣価値の下落は進みにくい構造が保たれたのである。
さらに塩の専売制はそれ自体が金融政策として機能した。元に限らず、中国では、政府の製塩所で生産された塩を民間の商人が購入するには、塩引と呼ばれる政府の販売する引換券が必要とされたが、塩引は塩と交換されることが保障されているために、紙幣の代用に使うことができた。元はこれを発展させ、宋では銭貨によって販売されていた塩引を、銀・交鈔によって販売した。こうして塩引は国際通貨である銀と交換される価値を獲得し、しかも一枚の額面額が高いために、商業の高額決済に便利な高額通貨ともなった。

### 歳出と国際商業
こうして、塩との交換で保障された交鈔・塩引を銀に等しい通貨として流通させることによって銀の絶対量の不足を補いつつ、塩引の代金と先に述べた商税を銀単位で徴収したことにより、元の中央政府、ひいては皇帝の手元には、中国全土から多量の銀が集められた。こうして蓄えられた銀は広大な領土を維持、発展させるための莫大な軍事費として使われるほか、少なくない部分が皇帝から家臣であるモンゴル貴族たちに対する下賜という形で使われた。
元では功臣達には毎年必ず下賜があり、それ以外にも臨時の下賜があった。この総額が専売で得られた利益の2割にも達すると見られている。王族に対する下賜は、遠く西方の諸王にまで下されていたことがしられる。チンギスの時代には戦争による略奪をもたらす軍事指導者であることを求められていた君主は、元においてはまずなにより富を集め、貴族・王族たちに再分配する能力と気前が求められる存在に変化していた。皇帝の側から見れば、皇帝の独裁政権であると同時に東方三王家を始めとするモンゴル貴族の連合政権でもある元の統一を保ち、元を宗主とするモンゴル帝国の緩やかな連合関係を保つためには下賜は不可欠な事業であり、そのために富を集積できる経済政策をとることは必然だった。そして、皇室・王族・貴族はこうして得た銀をオルトクに投資し、国際交易に流れた銀は中国への物流となって大都に還流し、そこからあがる利益の一部が商税となって再び皇帝の手元に戻る仕組みとなっていた。
このように、専売制による歳入は元の経済政策の根幹に関わったため、密売は厳しく禁止された。しかし、14世紀に入ると、中央政治の弛緩は塩の密売や紙幣の濫発による信用の喪失を招き、紙幣の価値が暴落した。この結果、元の金融政策は破綻し、交鈔は1356年に廃止された。
元は権利を授与した政商や王侯が委託する海商以外の海外交易を厳禁とし、私貿易に対する海禁政策（外国からの交易船は禁止していない）を執っていた。金銀銅鉄貨や奴婢・武器防具・絹・馬匹・兵糧を持ち出しが発覚した場合は、船主以下棒叩き107回・船舶積荷没収の罰が課され、外国からの交易船に対しても徴税と取引の監視と規制が為された。
船舶は決まった港湾への登録が義務付けられ、それ以外の都市に停泊した場合は罪に問われた。また乗員も厳格な管理が行われ船長から水夫に至るまで全員に登録の義務があり、漏れがあった場合は関係者の家族諸共罪に問われた。交易先も厳重に管理され、申告した国以外との貿易は認められず、大船には官吏が乗り込み取引内容などの監視が行われた。
元では船舶税として出国と帰国の際に積荷の1/30を、交易許可として細貨から1/10を粗貨から1/15を現物で徴収した。

## 文化

### 宗教
元来シャーマニを信仰してきたモンゴルは、チンギスの時代より多宗教の共存を許し、いずれもひとつの天神（テングリ）を祀るものとして保護してきた。

#### 道教と仏教
中国の宗教でもっともはじめにモンゴルの保護を勝ち取ったのは金の治下で生まれた全真教を始めとする道教教団で、教主丘長春自らがサマルカンド滞在中のチンギスの宮廷に赴き、モンゴルによる保護、免税と引き換えにモンゴル皇帝のために祈ることを命ぜられた。これにより全真教団はチンギスの勅許によって華北一帯をはじめとするモンゴル帝国の漢地領土において宗教諸勢力を統括する特権を得たため、その勢力は急速に拡大する事になった。金朝の首都であった中都（のちの大都が建設される）を拠点として、教団は金朝滅亡後に失職した官吏を保護し、さらに全真教系列の各地の道観は漢人官僚組織の育成機関も担うようになって、これらの官吏たちがモンゴル帝国支配下の漢地領土において行政組織の運営に携わった。しかし、この急激な教団の拡大は浄土教系や禅宗などの華北の中国仏教教団との深刻な対立を生み出した。特に、全真教の道士たちやそれに連なる漢人官吏たちが、既存の仏教寺院を不法に接収し道観に作り替えたり、寺院付属の荘園を没収して私領するなどの事件が多発したため、仏教諸派はモンゴル宮廷にこの事態を直訴する事態となった。モンケの治世にカラコルムと中都で都合3回行われたといういわゆる「道仏論争」は宗教問答の形を取っていたが実際はこの問題を詮議するため、モンケによって開催されたものであった。（カラコルムでモンケ臨席のもと開催された時は、ルイ9世から派遣されたウィリアム・ルブルックも出席しており、帝国内外のキリスト教徒やイスラム教徒の知識人たちも参加していた）
京兆府（現在の西安）から中都（燕京）に派遣されたクビライのもとで開催された時、華北仏教諸派の嘆願を汲んで全真教団はチンギス以来任されていた華北宗教界における政治権力を剥奪され、代わりに中都での宗教行政の総監であったカシュミール出身の仏僧「国師」那摩（ナーモ）の後任として招かれたチベット仏教サキャ派の高僧サキャ・パンディタ、およびパスパに宗教界を監督する権限を与えた。全真教はこの「道仏論争」に敗れて勢力を一時的に後退させた。しかしながら、これは根本的に道教が弾圧されたわけではなく、また南宋の併合が進むと、後漢の五斗米道の系譜をひく正一教が江南道教の統括者の地位を与えられて、保護が拡大された。この前後から全真教のみならず少林寺、玄中寺などの浄土宗、禅宗の仏教大寺院をはじめ曲阜などの孔子廟などに加え、チベット仏教へも歴代モンゴル皇帝や王族、貴族層から多大な保護と寄進を受ける。
仏教は、はじめに保護を獲得したのは禅宗で、耶律楚材など宮廷に仕える在家信者を通じてモンゴルの信任を受けた。代表的な僧に杭州の中峰明本（1263年 - 1323年）がいる。しかし、やがてチベット仏教が勢力を拡大し、モンゴル貴族の間にチベット仏教が大いに広まる。クビライはサキャ派の教主パクパ（パスパ）に対し、1260年に「国師」、1269年に「帝師」の称号を授け、元領内の全仏教教団に対する統制権を認めた。パクパの一族が叔父から甥へと継承したサキャ派の教主は代々国師・帝師として重用され、専属の官庁として宣政院を与えられて、宗教行政とチベットの施政を統括した。元代後期から末期になると、これに耽溺するモンゴル王侯が増え、ラマに過大な特権を与えたり、宮廷に篭もって政治をかえりみなくなったり、宗教儀礼のために過大な出費を行ったことは元の衰亡の要因として古くからよくあげられる点のひとつである。

#### イスラム教およびキリスト教
また、国際交易の隆盛にともなって海と陸の両方からイスラム教が流入し、泉州などの沿岸部や雲南省などの内陸に大規模なムスリム共同体があった。現在の北京にある中国でも最古級のモスクである牛街清真寺はこの当時、中都城内にあり、モンゴル帝国、大元ウルス時代に大きく敷地を拡大したモスクのひとつである。もうひとつの大宗教はキリスト教で、ケレイト王国や陰山山脈方面のオングト王国などモンゴル高原のいくつかの部族で信仰されていたネストリウス派のキリスト教は元のもとでも依然として信者が多く、またローマ教皇の派遣した宣教師が大都に常設の教会を開いて布教を行っていた。例として、モンテ・コルヴィノは、1307年に初の大都管区大司教に任じられている。

#### 儒教
ところで、科挙の中断などの点をあげて、しばしば元は儒教を排斥したのだと言われるが、漢文化にはじめて理解を示したとされるクビライよりはるか以前のオゴデイの時代より、モンゴル帝国は孔子や孟子の子孫の保護、曲阜の孔子廟の再建などを行うなど、宗教としての儒教はむしろ保護の対象とされていたことは注意されるべきである。儒者の排斥は、旧金・南宋の知識人層の間でも多くの者が名を飾って実を顧みず党争と些末な字句解釈に拘り国を滅ぼした儒教・科挙に不信感を抱いていたことも大きい。
なお、復活後の元の科挙では、従来の科挙と比べると詩賦よりも経義に置かれており、しかも経の解釈で朱子の解釈を正統とすることが定められていたことが画期的な点として注目される。これは、実践を重んじる朱子学が元の時代的風潮の中で、儒教の主流の座を獲得していたことを示している。

### 科学技術
モンゴル・元代には有名なマルコ・ポーロ、イブン＝バットゥータのように、西方からの旅行者が数多く中国にやってきたことで知られるが、それだけ交易など様々な理由で元の領土に留まった無名の人々も非常に多く、彼らにより幾つかの西方の情報と技術が持ち込まれた。
例えば、モンケの時代にモンゴル宮廷に招聘されたイラン出身のジャマールッディーンにより暦法が持ち込まれた。1271年に回回司天台と呼ばれる天文台が作られた際の天体観測機器には国内の技術と観測形態が使用されている。クビライの側近であった中国人学者郭守敬は、回回司天台の観測結果をもとに新しい暦である授時暦を作り1年を365.243日と定め、この暦は明の滅亡まで使用された。大元朝と友好関係にあったイルハン朝のフレグによって創設されナスィールッディーン・トゥースィーらによって運営されたマラーゲの天文台と天体観測データーの交換が活発に行われた。

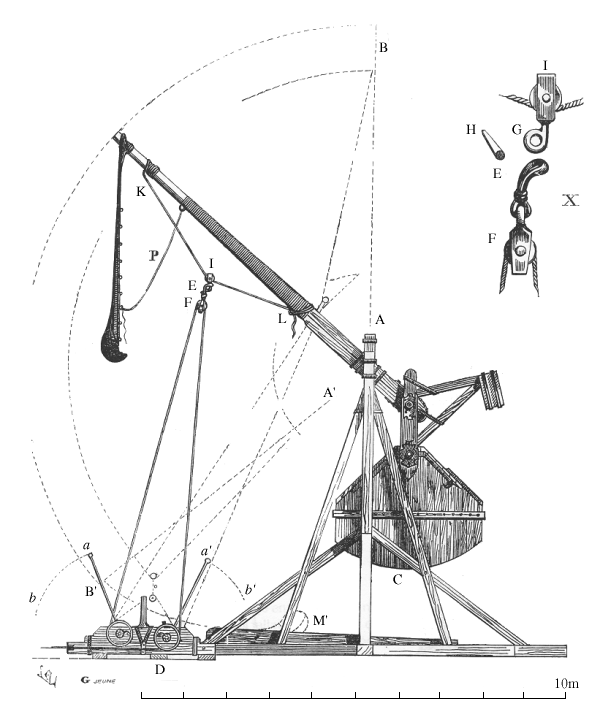
12-13世紀に西アジア一帯で流行した物と同形態の投石機

回回（ふいふい）は、本来は「ウイグル」の音写である「回鶻」に由来する単語であるが、「回回教」「回教」と同じくイスラム教、イスラム教徒のことであり、元朝時代において語源である「ウイグル」が「畏兀児」と音写され、「回回語」が実際にはペルシア語のことを指していたように、具体的にはマー・ワラー・アンナフルやホラーサーンなど広く西方のイラン系の人々に由来する事物を指した。元は南宋の拠点であった襄陽の攻略にあたり、イラン出身の技術者を招聘し、投擲距離が数百メートルに達する可動式の「マンジャニーク（ منجنيق manjanīq）」（トレビュシェット）というペルシャ式の投石機をつくった。このマンジャニークも、中国では回回砲という名で知られた。金攻略に際しては、初期の作戦は攻壁攻撃力の欠如により失敗したが、投石器の利用により成功にいたる。
中国科学史の大家であるジョゼフ・ニーダムは、優れた実用技術の利用に反し元・明代は中国において科学技術の停滞期であり、宋代からの水準低下は天文学・暦学や数学を始めとした科学分野に見られると指摘した。

### 文学
元の時代の文学で特筆すべきは雑劇と呼ばれる戯曲の作品である。漢文、唐詩、宋詞、元曲など言われるようにこの時代の「曲」は歴代でも最高とされる。
小説にも才能のある作者が集まり、西遊記、水滸伝や三国志演義などはこの時代に原型が出来たとされる。
このように元代に曲や小説などの娯楽性の強い文学が隆盛した理由は、元代の科挙制度によるという。それまでの中国では文学とは漢詩と歴史であって、フィクションを取り扱った物は俗な物であり立派な人物が手を染めるべき物ではないとの考え方が強かったが、元代に入って科挙の実行数が激減した事により職を失った知識人達がそれまで見向きもしなかった曲を書くようになったというわけである。
一方、漢詩の分野でも、宋の宗室の一人である趙孟頫（子昂）、元の四大家と言われる虞集・楊載・范梈・掲傒斯などの名前が挙げられ、伝統的な文学が沈滞したわけではない。元の後期には非漢民族（色目人）の詩人があらわれ、ムスリムの進士（科挙合格者）である薩都剌を元代最高の漢詩人と評価する意見も多い。

### 美術
書画の分野では、文学でも名をあげた趙孟頫がもっとも有名である。趙孟頫の書画は古典への復興を目指したもので、書は元代の版本はみな趙孟頫の書体に基づくといわれ、絵画は北宋以来の院体画を脱して呉興派と呼ばれる新潮流を開いた。元末には黄公望、倪瓚、呉鎮、王蒙の「元末四大家」が趙孟頫の画風を発展させ、南宗画とも後に区分される山水画の技法を確立していった。 
陶磁器は、中国史上最高と呼ばれる宋のものを受け継いだが、さらに元代には染付などの鮮やかな新技法と大盤など大きな器形が新たに登場し、宋代までの青磁などの静謐と簡潔を重んじる美意識と対照をなす。青花と呼ばれる染付に使われているコバルト顔料は西方からの輸入品で回回青と呼ばれており、東西交流の進んだ元代の特性をよく示している。明以降の青花は輸入が途絶えたために色合いが元代とは変ってゆく。
元代の青花は中国各地の元代遺跡の考古学調査で発掘される上、中国から海外に輸出される国際商品として使われていたと考えられ、遠くトルコ、イスタンブールのオスマン帝国の宮廷トプカプ宮殿や、イラン、アルダビールのサファヴィー朝の祖廟サフィー廟に大規模なコレクションがある。

## 歴代皇帝
| 色 | 説明           |
| -- | -------------- |
|    | 大都の元朝政権 |

| 代数 | 肖像 | 廟号 | 諡号             | 皇帝号                 | 名前                     | 在位期間        | 説明                                                                                     |
| ---- | ---- | ---- | ---------------- | ---------------------- | ------------------------ | --------------- | ---------------------------------------------------------------------------------------- |
| 0    |      |      | 烈祖神元皇帝     |                        | イェスゲイ               |                 | チンギス・カンの父。皇帝に即位していないが、クビライにより「烈祖神元皇帝」と追諡された。 |
| 1    |      | 太祖 | 法天啓運聖武皇帝 | チンギス・カン         | テムジン                 | 1206年 - 1227年 | イェスゲイの長男。大モンゴル国を建国。クビライにより廟号・諡号を追贈された。             |
| 2    |      | 太宗 | 英文皇帝         | カアン                 | オゴデイ                 | 1229年 - 1241年 | チンギス・カンの三男。クビライにより廟号・諡号を追贈された。                             |
| 3    |      | 定宗 | 簡平皇帝         | カン                   | グユク                   | 1246年 - 1248年 | オゴデイの長男。クビライにより廟号・諡号を追贈された。                                   |
| 4    |      | 憲宗 | 桓粛皇帝         | カアン                 | モンケ                   | 1251年 - 1259年 | トルイの長男。クビライにより廟号・諡号を追贈された。                                     |
| 5    |      | 世祖 | 聖徳神功文武皇帝 | セチェン・カアン       | クビライ                 | 1260年 - 1294年 | トルイの四男。国号を大元大モンゴル国に改称。                                             |
| 6    |      | 成宗 | 欽明広孝皇帝     | オルジェイトゥ・カアン | テムル                   | 1294年 - 1307年 | クビライの次男のチンキム（裕宗）の三男。                                                 |
| 7    |      | 武宗 | 仁恵宣孝皇帝     | クルク・カアン         | カイシャン               | 1307年 - 1311年 | チンキムの次男のダルマバラ（順宗）の子。テムルの甥。                                     |
| 8    |      | 仁宗 | 聖文欽孝皇帝     | ブヤント・カアン       | アユルバルワダ           | 1311年 - 1320年 | ダルマバラの次男。武宗カイシャンの弟。                                                   |
| 9    |      | 英宗 | 睿聖文孝皇帝     | ゲゲーン・カアン       | シデバラ                 | 1320年 - 1323年 | アユルバルワダの長男。                                                                   |
| 10   |      |      |                  | カアン                 | イェスン・テムル(泰定帝) | 1323年 - 1328年 | チンキムの子のカマラ（顕宗）の長男。                                                     |
| 11   |      |      |                  | カアン                 | アリギバ(天順帝)         | 1328年          | イェスン・テムルの長男。                                                                 |
| 12   |      | 文宗 | 聖明元孝皇帝     | ジャヤガトゥ・カアン   | トク・テムル             | 1328年 - 1329年 | カイシャンの次男。                                                                       |
| 13   |      | 明宗 | 翼献景孝皇帝     | クトクト・カアン       | コシラ                   | 1329年          | カイシャンの長男。トク・テムルの兄。                                                     |
| 復位 |      | 文宗 | 聖明元孝皇帝     | ジャヤガトゥ・カアン   | トク・テムル             | 1329年 - 1332年 | カイシャンの次男。                                                                       |
| 14   |      | 寧宗 | 沖聖嗣孝皇帝     | カアン                 | イリンジバル             | 1332年          | コシラの次男。                                                                           |
| 15   |      | 恵宗 | 順皇帝           | ウカアト・カアン       | トゴン・テムル           | 1333年 - 1370年 | コシラの長男。リンチンバルの兄。大都を放棄してモンゴル高原に撤退。                       |
| 16   |      | 昭宗 | 武承和孝皇帝     | ビリクト・ハーン       | アユルシリダラ           | 1370年 - 1378年 | トゴン・テムルの子。                                                                     |
| 17   |      |      |                  | ウスハル・ハーン       | トグス・テムル（天元帝） | 1378年 - 1388年 | アユルシリダラの弟。                                                                     |

## 元の年号
1. 中統（1260年 - 1264年）
2. 至元（1264年 - 1294年）
3. 元貞（1295年 - 1297年）
4. 大徳（1297年 - 1307年）
5. 至大（1308年 - 1311年）
6. 皇慶（1312年 - 1313年）
7. 延祐（1314年 - 1320年）
8. 至治（1321年 - 1323年）
9. 泰定（1324年 - 1328年）
10. 致和（1328年）
11. 天順（1328年）
12. 天暦（1328年 - 1330年）
13. 至順（1330年 - 1333年）
14. 元統（1333年 - 1335年）
15. 至元（1335年 - 1340年）
16. 至正（1341年 - 1368年）

### 北元の年号
1. 至正（1368年 - 1370年）
2. 宣光（1371年 - 1379年）
3. 天元（1379年 - 1388年）